# شبال
شبال (به سوئدی: Kebal) یک منطقهٔ مسکونی در سوئد است که در بخش استرمستاد واقع شده‌است. شبال ۰٫۲۸ کیلومتر مربع مساحت و ۲۵۸ نفر جمعیت دارد.